# Arnhem Highway
Arnhem Highway - droga stanowa nr 36, w Australii, w Terytorium Północnym. Droga łączy miejscowość Humpty Doo, przy skrzyżowaniu z drogą krajową Stuart Highway i Jabiru w parku narodowym Kakadu.